# Richard Parks
Pour les articles homonymes, voir Parks.

a Compétitions nationales et continentales officielles uniquement.

b Matchs officiels uniquement.
Richard David Parks, né le 14 août 1977 à Pontypridd, est un joueur de rugby à XV gallois évoluant au poste de troisième ligne aile. Il joue pour l'équipe du pays de Galles en 2002 et 2003.

## Carrière
Il obtient sa première sélection le 8 juin 2002 lors d'un test match contre l'Afrique du Sud. Il est sélectionné à quatre reprises, sa dernière cape étant obtenue le 30 août 2003 contre l'Écosse. Il met un terme à sa carrière en 2009 à la suite d'une blessure à l'épaule.
- 1996-1999 : Newport RFC
- 1999-2003 : Pontypridd RFC
- 2003-2004 : Celtic Warriors
- 2004-2006 : Leeds Tykes
- 2006-2007 : USA Perpignan
- 2007-2009 : Newport Gwent Dragons

## Statistiques en équipe nationale
- 4 sélections
- Sélections par année : 2 en 2002, 2 en 2003